# Cui Zhiyuan

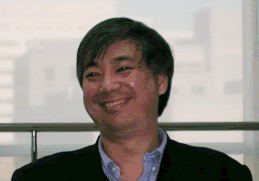
Cui Zhiyuan

Cui Zhiyuan, em chinês, 崔之元 (Beijing,1963), é um professor  chinês da Escola de Política e Administração Pública da Universidade Tsinghua, em Beijing. Pesquisa na área de economia política e filosofia política. Dentro do espectro político chinês, Cui é frequentemente localizado na esquerda da Nova Esquerda Chinesa, mas prefere ser chamado de socialista liberal.

## Trajetória
Terminou seu PhD na Universidade de Chicago em 1995, sob a supervisão de Jon Elster, Adam Przeworski e Lester Telser. Cui ensinou ciência política no MIT por 6 anos, onde se aproximou do economista Charles Sabel. Na Harvard Law School conheceu Roberto Mangabeira Unger, que teria uma profunda influência sobre ele. Mais tarde ele editou a antologia de textos de Roberto, chamada Política: os textos centrais, a teoria contra o destino.
Cui Zhiyuan decidiu retornar à China pouco tempo depois, por, entre outros motivos, ter compreendido a interconexão entre os desenvolvimentos e desafios institucionais e teóricos entre a China e o mundo. Lá, seu artigos provocaram fortes reações entre liberais como Zhu Xueqin, Xu Youyu e Qin Hui. Cui é um dos poucos acadêmicos na China que comentam aspectos positivos do período maoistas e seu legado, como as inovações institucionais que entendo como herdeiras desse período. Cui tem sido um entusiasta do que chama de 'experiência de Chongqing' por sua promoção de inovações institucionais e pelos frutos da experimentação de socialismo de mercado conduzida lá, numa economia mista de mercado e bens estatais que segundo ele se distingue da social democracia.